# Dionisie Pippidi
Dionisie Mihail Pippidi (Craiova, 1905 – Bucarest, 19 luglio 1993) è stato uno storico rumeno.
Membro titolare dell'Accademia rumena, raggiunse la fama per essere stato il direttore degli scavi di Histria. Tra le sue opere si ricorda I Greci nel basso Danubio (1971).